# Gundlagurki, Chik Ballapur
Gundlagurki là một làng thuộc tehsil Chik Ballapur, huyện Kolar, bang Karnataka, Ấn Độ.